# Рихталь
Рихталь (пол. Rychtal, нім. Reichthal) — місто в Польщі, у гміні Рихталь Кемпінського повіту Великопольського воєводства.
Населення — 1408 осіб (2011).
У 1975-1998 роках село належало до Каліського воєводства.

## Демографія
Демографічна структура станом на 31 березня 2011 року:
|          | Загалом | Допрацездатний вік | Працездатний вік | Постпрацездатний вік |
| -------- | ------- | ------------------ | ---------------- | -------------------- |
| Чоловіки | 695     | 139                | 500              | 56                   |
| Жінки    | 713     | 131                | 448              | 134                  |
| Разом    | 1408    | 270                | 948              | 190                  |